# Stenocercus haenschi
Stenocercus haenschi — вид ігуаноподібних ящірок родини Tropiduridae. Ендемік Еквадору. Вид названий на честь німецького колекціонера Річарда Хенша.

## Поширення і екологія
Stenocercus haenschi відомі з типової місцевості, розташованої в районі Бальзапамби в еквадорській провінції Болівар. Вони живуть в залишках вологих тропічних лісів в передгір'ях. Ведуть деревний спосіб життя.

## Збереження
МСОП класифікує цей вид як такий, що перебуває на межі зникнення. Stenocercus haenschi загрожує знищення природного середовища.